# Рудольф цу дер Лют
Рудольф Фрідріх Марія цу дер Лют, до 1918 року — Церлаут (нім. Rudolf Friedrich Maria zu der Luth (Zerlaut); 5 липня 1880, Відень — 14 вересня 1961, Відень) — австро-угорський, австрійський і німецький офіцер і картограф, генерал-майор австрійської армії (24 серпня 1932) і вермахту (15 березня 1938).

## Сім'я
Син інженера Луціана Церлаута і його дружини Марії, уродженої Мюллер. Після закінчення кадетської школи Кам'яніц поблизу Петервардейна він вступив в австро-угорську армію як кадет і заступник офіцера 28-го піхотного полку «Король Віктор Еммануїл ІІ Італійський». Потім була служба на штабних посадах. Під час Першої світової війни служив у штабі 25-ї австрійської піхотної дивізії, потім у штабі 10-го австрійського армійського корпусу та, нарешті, у Генеральному штабі 20-го армійського корпусу.
У 1918-/20 роках служив у тимчасовій німецько-австрійській армії. В 1920 року його був прийнятий в австрійську армію, служив викладачем у Школі генерального штабу. Потім він став начальником воєнної геодезії, пізніше — управління опису країни в австрійському Генеральному штабі. 1 жовтня 1933 року вийшов у відставку. У 1933, 1934 і 1937 роках — редактор Wehrwissenschaftlicher Atlas.
Після аншлюсу 15 березня 1938 року переданий в розпорядження вермахту. З 20 вересня 1939 року — комендант 539-ї польової комендатури у Тарнові. З 20 квітня 1940 року — офіцер для особливих доручень при головнокомандувачі на Сході. З 10 вересня 1940 — начальник Військово-картографічного інституту в Празі. 1 квітня 1942 року одночасно став вищим офіцером Картографічної служби на Південному Сході.  30 червня 1944 року переведений у командний резерв. 30 вересня 1944 року звільнений у відставку. Після Другої світово війни став почесним президентом Австрійського географічного товариства.

## Оцінка сучасників
26 лютого 1943 року отримав наступну оцінку від свого начальника, генерал-лейтенанта Герлаха Геммеріха: «Енергічний начальник, вмілий переговорник із цивільною та військовою владою. Переконаний націонал-соціаліст. Перевірена служба у Світовій війні як офіцера Генерального штабу та у поточній війні на різних посадах на окупованих територіях. Навіть після служби як командувач у Богемсько-Моравському військовому окрузі він дуже добре виявив себе на своїй нинішній посаді. Вмілий у своїх манерах. Відрізняється від командування військами. Вище середнього. Звільнено для інших завдань».

## Сім'я
31 жовтня 1910 року одружився з дочкою фабриканта Леопольдіною Шендера (1884–1911). 18 листопада 1918 року вдруге одружився з декламатором Шарлоттою Люск.

## Нагороди
- Ювілейна пам'ятна медаль 1898
- Ювілейний хрест
- Пам'ятний хрест 1912/13
- Медаль «За військові заслуги» (Австро-Угорщина)
  - бронзова
  - бронзова з мечами
  - срібна з мечами
- Хрест «За військові заслуги» (Австро-Угорщина) 3-го класу з військовою відзнакою
- Орден Залізної Корони 3-го класу з військовою відзнакою і мечами
- Військовий Хрест Карла
- Залізний хрест 2-го і 1-го класу
- Пам'ятна військова медаль (Австрія) з мечами
- Хрест «За вислугу років» (Австрія) 2-го класу для офіцерів (25 років)
- Пам'ятна військова медаль (Угорщина) з мечами
- Почесний хрест ветерана війни з мечами
- Медаль «За вислугу років у Вермахті» 4-го, 3-го, 2-го і 1-го класу (25 років)
- Орден Заслуг (Угорщина), командорський хрест із зіркою
- Орден «За військові заслуги» (Болгарія), великий офіцерський хрест з мечами
- Хрест Воєнних заслуг 2-го і 1-го класу з мечами
- Орден Корони короля Звоніміра 1-го класу із зіркою (Незалежна Держава Хорватія)